# Família d'asteroides

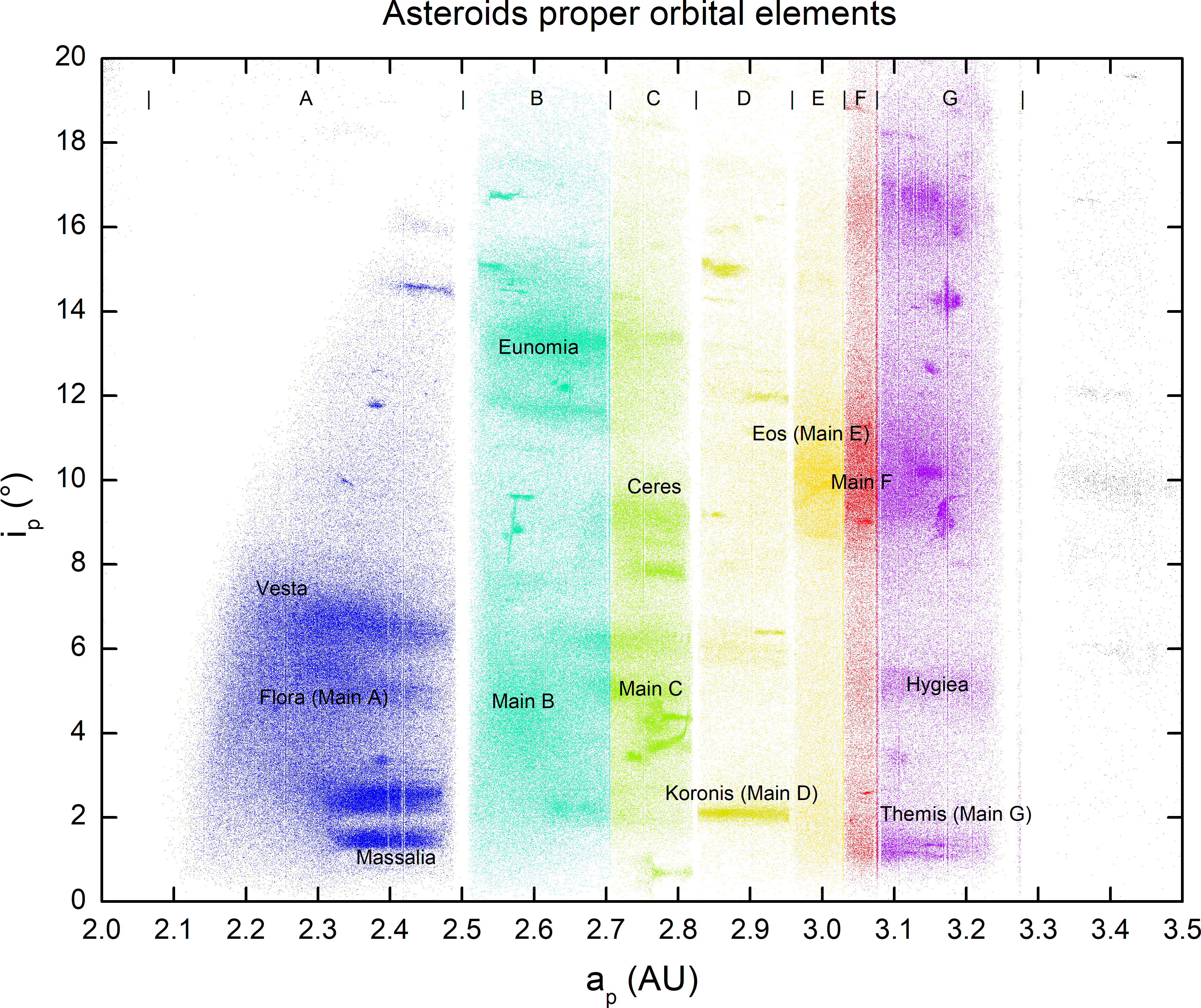
La il·lustració mostra la distribució dels asteroides numerats per la inclinació vs. semieix major. Les famílies d'asteroides es poden observar com a diferents grups. Els prominents buits de Kirkwood divideixen els nuclis de les regions. (A, B+C, D, E+F+G)

Una família d'asteroides és una població d'asteroides que comparteixen similars elements orbitals, com el semieix major, excentricitat i la inclinació orbital. Es pensa que els membres de les famílies són fragments producte d'antigues col·lisions.

## Propietats generals
Les grans famílies prominents contenen centenars d'asteroides (i molts objectes menors que no poden ser analitzats o que encara no s'han descobert). Les famílies petites i més compactes poden tenir una desena de membres identificats. Entre el 33% i el 35% dels asteroides del cinturó principal són membres d'una família..
Existeixen unes 20 o 30 famílies reconegudes, amb desenes d'agrupacions menors. La major part de les famílies es troben en el cinturó d'asteroides principal, encara que alguns grups de famílies com la Família Pal·les, la família d'Hungaria i la Família Phocaea tenen semieixos majors més petits i inclinacions majors que les del cinturó principal.
La Família Haumea s'ha identificat associada al planeta nan Haumea. Alguns estudis han intentat trobar evidències de famílies de col·lisió entre els asteroides troians, però fins al moment no se n'han trobat de conclusives.

## Origen i evolució
Es pensa que les famílies es formaren degut a col·lisions entre asteroides. En la majoria dels casos el cos progenitor fou esmicolat, però hi ha algunes famílies que es formaren degut a una craterització que no comportà la desaparició del cos progenitor (per exemple la Família Vesta, Pal·les, Higiea, i Massàlia). Aquestes famílies de craterització consisteixen normalment en un gran cos principal i un núvol d'asteroides més petits. Algunes famílies com la Família Flora tenen estructures internes complexes que encara no han estat explicades satisfactòriament, però que podrien ser degudes a diferents col·lisions en diferents moments.
A causa del mètode de formació, tots els membres presenten composicions molt similars per la majoria de famílies. Tot i això, hi ha excepcions notables com en el cas de la Família Vesta que es formà a partir d'un gran cos progenitor diferenciat. .
Es pensa que les famílies d'asteroides tenen una vida d'uns 1.000 milions d'anys, depenent de diversos factors (els asteroides més petits es perden abans). La desintegració de les famílies succeeix tant per la lenta dissipació de les òrbites a causa de les pertorbacions provocade del cossos grans com Júpiter i a causa de les col·lisons entre asteroides que desgasten els cossos més petits. Aquests asteroides més petits esdevenen subjectes a pertorbacions com l'efecte Yarkovsky que pot empenye'ls cap a ressonàncies orbitals amb Júpiter amb el temps. Un cop allà, són ràpidament ejectats del cinturó d'asteroides. S'ha intentat donar una edat a les diferents famílies, variant de centenars de milions d'anys a menys d'alguns milions d'anys. Per exemple, la família Karin. Es creu que les famílies més velles contenen membres més petits i aquesta és la base per a determinar la seva edat.
Es creu, també, que moltes famílies velles han perdut tots els seus membres més petits i de mides mitjanes, quedant només els més grans. Un exemple d'aquest dipus de família vella és el parell format per (9) Metis i (113) Amalthea.

## Llista de famílies
| Nom de família                                                         | Origen del nom                                                         | Elements orbitals                                                      | Elements orbitals                                                      | Elements orbitals                                                      | Mida                                                                   | Mida                                                                   | Noms alternatius                                                       |
| Nom de família                                                         | Origen del nom                                                         | a (AU)                                                                 | e                                                                      | i (°)                                                                  | aprox. % d'asteroides                                                  | membres de Zappalà HCM analysis[A]                                     | Noms alternatius                                                       |
| Les famílies més nombroses dins el cinturó d'asteroides principal són: | Les famílies més nombroses dins el cinturó d'asteroides principal són: | Les famílies més nombroses dins el cinturó d'asteroides principal són: | Les famílies més nombroses dins el cinturó d'asteroides principal són: | Les famílies més nombroses dins el cinturó d'asteroides principal són: | Les famílies més nombroses dins el cinturó d'asteroides principal són: | Les famílies més nombroses dins el cinturó d'asteroides principal són: | Les famílies més nombroses dins el cinturó d'asteroides principal són: |
| ---------------------------------------------------------------------- | ---------------------------------------------------------------------- | ---------------------------------------------------------------------- | ---------------------------------------------------------------------- | ---------------------------------------------------------------------- | ---------------------------------------------------------------------- | ---------------------------------------------------------------------- | ---------------------------------------------------------------------- |
| Eos                                                                    | (221) Eos                                                              | 2,99 a 3,03                                                            | 0,01 a 0,13                                                            | 8 a 12                                                                 |                                                                        | 480                                                                    |                                                                        |
| Eunòmia                                                                | (15) Eunòmia                                                           | 2,53 a 2.72                                                            | 0,08 a 0,22                                                            | 11,1 a 15,8                                                            | 5%                                                                     | 370                                                                    |                                                                        |
| Flora                                                                  | (8) Flora                                                              | 2,15 a 2.35                                                            | 0,03 a 0,23                                                            | 1,5 a 8,0                                                              | 4-5%                                                                   | 590                                                                    | Família Ariadne per (43) Ariadne                                       |
| Higiea                                                                 | (10) Higiea                                                            | 3,06 a 3,24                                                            | 0,09 a 0,19                                                            | 3,5 a 6,8                                                              | 1%                                                                     | 105                                                                    |                                                                        |
| Coronis                                                                | (158) Coronis                                                          | 2,83 a 2,91                                                            | 0 a 0,11                                                               | 0 a 3,5                                                                |                                                                        | 310                                                                    |                                                                        |
| Maria                                                                  | (170) Maria                                                            | 2,5 a 2,706                                                            |                                                                        | 12 a 17                                                                |                                                                        | 80                                                                     |                                                                        |
| Nysa                                                                   | (44) Nysa                                                              | 2,41 a 2,5                                                             | 0,12 a 0,21                                                            | 1,5 a 4,3                                                              |                                                                        | 380                                                                    | Família Hertha per(135) Hertha                                         |
| Temis                                                                  | (24) Temis                                                             | 3,08 a 3,24                                                            | 0,09 a 0,22                                                            | 0 a 3                                                                  |                                                                        | 530                                                                    |                                                                        |
| Vesta                                                                  | (4) Vesta                                                              | 2,26 a 2,48                                                            | 0,03 a 0,16                                                            | 5,0 a 8,3                                                              | 6%                                                                     | 240                                                                    |                                                                        |
| Altres famílies importants del cinturó principal:[C]                   |                                                                        |                                                                        |                                                                        |                                                                        |                                                                        |                                                                        |                                                                        |
| Adeona                                                                 | (145) Adeona                                                           |                                                                        |                                                                        |                                                                        |                                                                        | 65                                                                     |                                                                        |
| Astrid                                                                 | (1128) Astrid                                                          |                                                                        |                                                                        |                                                                        |                                                                        | 11                                                                     |                                                                        |
| Bower                                                                  | (1639) Bower                                                           |                                                                        |                                                                        |                                                                        |                                                                        | 13                                                                     | Família Endymion per (342) Endymion                                    |
| Brasilia                                                               | (293) Brasilia                                                         |                                                                        |                                                                        |                                                                        |                                                                        | 14                                                                     |                                                                        |
| Gefion                                                                 | (1272) Gefion                                                          | 2,74 a 2,82                                                            | 0,08 a 0,18                                                            | 7,4 a 10,5                                                             | 0,8%                                                                   | 89                                                                     | Família Ceres per(1) Ceres i Família Minerva per (93) Minerva          |
| Chloris                                                                | (410) Chloris                                                          |                                                                        |                                                                        |                                                                        |                                                                        | 24                                                                     |                                                                        |
| Dora                                                                   | (668) Dora                                                             |                                                                        |                                                                        |                                                                        |                                                                        | 78                                                                     |                                                                        |
| Erigone                                                                | (163) Erigone                                                          |                                                                        |                                                                        |                                                                        |                                                                        | 47                                                                     |                                                                        |
| Hansa[2]                                                               | (480) Hansa                                                            | ~2.66                                                                  | ~0.06                                                                  | ~22.0°                                                                 |                                                                        |                                                                        |                                                                        |
| Hilda                                                                  | (153) Hilda                                                            | 3,7 a 4,2                                                              | >0,07                                                                  | <20°                                                                   | -                                                                      |                                                                        |                                                                        |
| Karin                                                                  | (832) Karin                                                            |                                                                        |                                                                        |                                                                        |                                                                        | 39[B]                                                                  |                                                                        |
| Lydia                                                                  | (110) Lydia                                                            |                                                                        |                                                                        |                                                                        |                                                                        | 38                                                                     |                                                                        |
| Massàlia                                                               | (20) Massàlia                                                          | 2,37 a 2,45                                                            | 0,12 a 0,21                                                            | 0,4 a 2,4                                                              | 0,8%                                                                   | 47                                                                     |                                                                        |
| Meliboea                                                               | (137) Meliboea                                                         |                                                                        |                                                                        |                                                                        |                                                                        | 15                                                                     |                                                                        |
| Merxia                                                                 | (808) Merxia                                                           |                                                                        |                                                                        |                                                                        |                                                                        | 28                                                                     |                                                                        |
| Misa                                                                   | (569) Misa                                                             |                                                                        |                                                                        |                                                                        |                                                                        | 26                                                                     |                                                                        |
| Naëma                                                                  | (845) Naëma                                                            |                                                                        |                                                                        |                                                                        |                                                                        | 7                                                                      |                                                                        |
| Nemesis                                                                | (128) Nemesis                                                          |                                                                        |                                                                        |                                                                        |                                                                        | 29                                                                     | Família Concordia per (58) Concordia                                   |
| Rafita                                                                 | (1644) Rafita                                                          |                                                                        |                                                                        |                                                                        |                                                                        | 22                                                                     |                                                                        |
| Veritas                                                                | (490) Veritas                                                          |                                                                        |                                                                        |                                                                        |                                                                        | 29                                                                     | Família Undina per (92) Undina                                         |
| Theobalda                                                              | (778) Theobalda                                                        | 3.16 to 3.19                                                           | 0.24 to 0.27                                                           | 14 to 15                                                               |                                                                        |                                                                        |                                                                        |
| TNO families:[D]                                                       |                                                                        |                                                                        |                                                                        |                                                                        |                                                                        |                                                                        |                                                                        |
| Haumea                                                                 | (136108) Haumea                                                        | ~43                                                                    | ~0.19                                                                  | ~28                                                                    |                                                                        |                                                                        |                                                                        |
Notes a la taula:
- [A]: Mitjana dels membres del "nucli" trobats en les anàlisis HCM i WAM de Zappala et al. (1995), arrodonit a 2 dígits significatius. Les anàlisis consideraren 12.487 asteroides, però actualment es coneixen més de 300.000(un increment per un factor superior a 25). Per tant, el nombre actual d'asteroides classificats com a membres de la família donada és probablement superior al valor de la columna per un factor d'aproximadament 25.
- [B]: Referenciat.
- [C]: La major part d'aquestes famílies es troben catalogades per Bendjoya i Zappala (2002). A excepció de: Família Karin.
- [D]: TNOs no es consideren asteroides, però hi estan inclosos per una millor visió de conjunt.